# Market Theatre

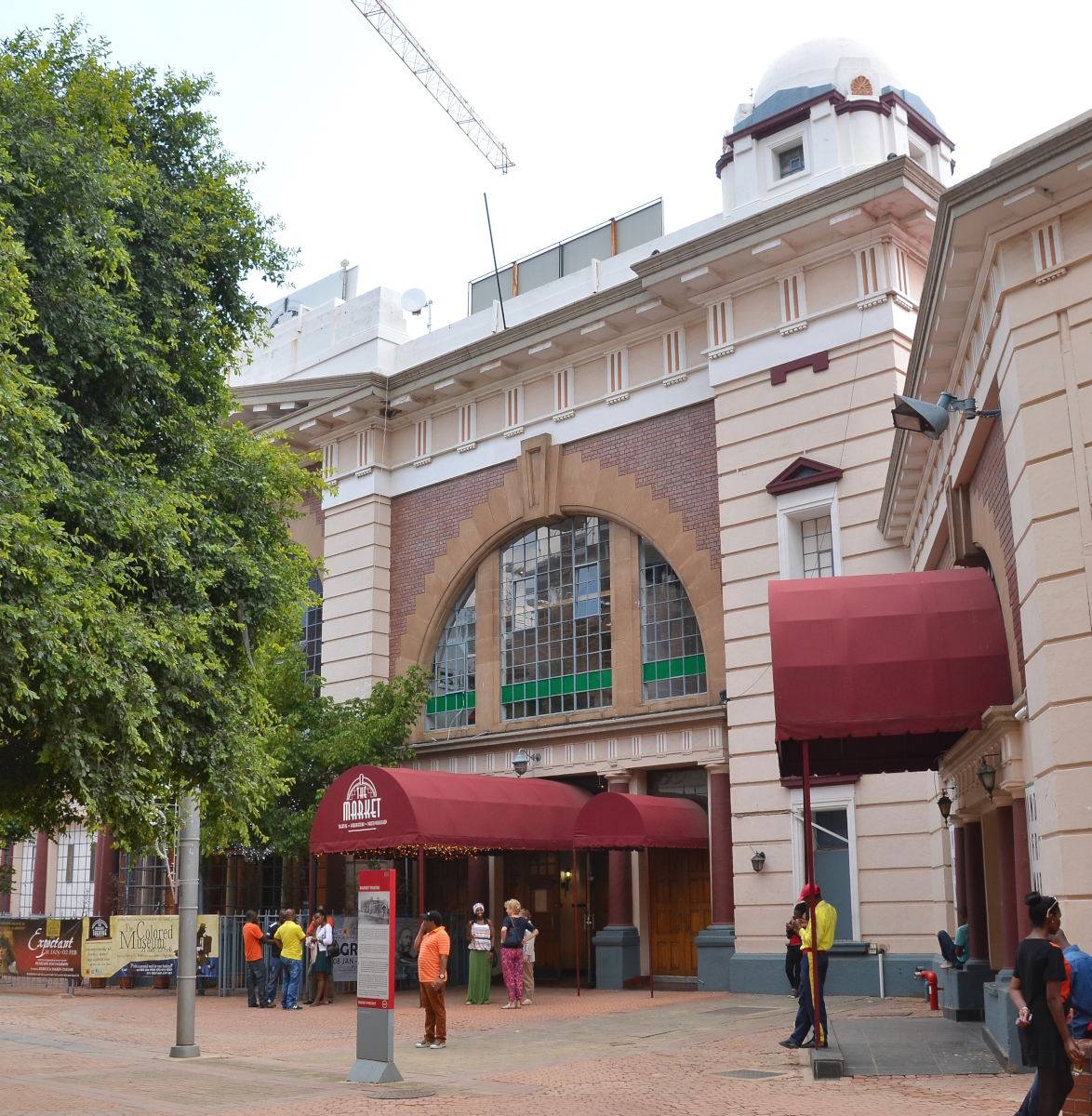
Das Market Theatre in Johannesburg

Das Market Theatre (englisch; deutsch: „Markttheater“) ist ein Theater in Johannesburg in Südafrika. Es wurde 1976 zur Zeit der Apartheid als unabhängiges Theater gegründet, in dem die damaligen Schranken zwischen den Bevölkerungsgruppen bewusst missachtet wurden. 

## Geographische Lage
Das Market Theatre liegt im Stadtteil Newtown am Südwestrand des Zentrums der Millionenstadt Johannesburg. 

## Geschichte
Das Gebäude des Market Theatre entstand 1913 im britisch orientierten Edward-Stil. Es diente bis zur Gründung des Theaters als Markthalle der indischstämmigen Bevölkerung, in der vor allem Obst und Gemüse verkauft wurden. 1974 war das Gebäude in einem heruntergekommenen Zustand. Südafrikanische Künstler um Barney Simon und Mannie Manim sammelten Geld für die Renovierung und den Umbau des Gebäudes zu einem Theater. Die Architektur blieb weitgehend erhalten; sogar einige Markthallenschilder blieben hängen. Das Market Theatre wurde 1976 eröffnet. Barney Simon wurde Künstlerischer Direktor und behielt dieses Amt bis zu seinem Tod 1995.
Das Market Theatre wurde Spielstätte für viele südafrikanische Künstler. Es erhielt den Ruf, ein „Theater des Kampfes“ (gegen die Apartheid) zu sein. In den 1980er Jahren konnten hier Schwarze und Weiße gleichberechtigt miteinander umgehen, was für Südafrika damals ungewöhnlich war. 
Zu den Dramatikern, deren Werke im Market Theatre uraufgeführt wurden, zählen neben zahlreichen weiteren zeitgenössischen südafrikanischen Dramatikern Athol Fugard, Zakes Mda und Pieter-Dirk Uys. Mehrere Live-Alben, etwa von Hugh Masekela und Stimela, wurden im Market Theatre aufgenommen. 
Erst nach dem Ende der Apartheid 1994 erhielt das Market Theatre staatliche Fördergelder.
2014 wurde der größte Aufführungssaal in John Kani Theatre umbenannt, nach dem Schauspieler John Kani, der häufig im Market Theatre aufgetreten war.

## Gegenwart
Auch heute spielt das Market Theatre eine wichtige Rolle im kulturellen Leben Südafrikas. 
In der ursprünglichen Markthalle befinden sich das MuseuMAfricA und der Market Theatre Complex, der aus drei Theatern, zwei Galerien, Restaurants, Bars und dem Jazzclub Kippies, benannt nach Kippie Moeketsi, besteht. Neben Schauspielvorführungen werden auch Musik- und Ballettvorführungen angeboten. Außerdem werden dort Künstler ausgebildet.